# Їдга (мова)
Їдга — мова народу їдга. Поширена у верхній частині долини Луткух (техсіл Луткух) округу Читрал провінції Хайбер-Пахтунхва на захід від Гарам Чашма в Пакистані. Належить до памірських мов іранської групи. Споріднена мові мунджі в Афганістані (56%-80% збігів).. Разом з останньою іноді розглядається як окрема їдга-мунджанська мова.